# Peter McPhee

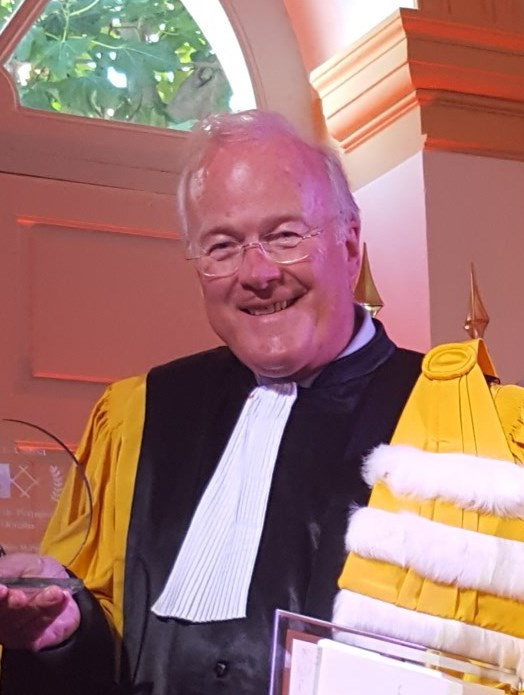
Peter McPhee en 2018, cuando fue investido doctor honoris causa por la Universidad de Perpiñán.

Peter McPhee, nacido el 24 de enero de 1948, es un académico australiano y exrector de la Universidad de Melbourne. Se ha especializado en la investigación de la historia francesa, en particular de la Revolución francesa, y ha publicado numerosos libros sobre el tema. Dos de ellos traducido al español: La Revolución Francesa, 1789-1799. Una nueva historia y Robespierre. Una vida revolucionaria.

## Biografía
Peter McPhee estudió en la Caufield Grammar School de Melbourne y en el Trinity College de la Universidad de Melbourne, donde obtuvo su Licenciatura y Maestría en Artes, un Diploma en Educación y un Doctorado en Filosofía.
Posteriormente, impartió clases en la Universidad La Trobe (1975-1979) y en la Universidad Victoria de Wellington (1980-1986), antes de impartir clases de historia en Melbourne. Fue vicedecano de la Facultad de Estudios de Posgrado de la Universidad de Melbourne, donde dirigió el Departamento de Historia y presidió el Consejo Académico. En 2003, asumió el cargo de Vicerrector Adjunto de Asuntos Académicos y, en 2007, fue nombrado su primer Rector. En 2003, recibió la Medalla del Centenario por sus servicios a la docencia.
McPhee se jubiló de la Universidad de Melbourne el 14 de junio de 2009, pero continúa trabajando como investigador asociado.
En 2014, Peter McPhee, junto con la Universidad de Melbourne y Coursera, desarrolló un curso en línea gratuito sobre la Revolución Francesa. El curso se basa en los capítulos de su libro electrónico, La Revolución Francesa.
En junio de 2018, recibió un doctorado honoris causa de la Universidad de Perpiñán.

## Publicaciones
- Liberty or Death: The French Revolution (2015). Yale University Press. eBook ISBN 9780522869149
- Robespierre: A Revolutionary Life (2012). Yale University Press, ISBN 0-30011-811-2. Hay edición en español.[2]
- Living the French Revolution, 1789-1799 (2006). Palgrave McMillan, ISBN 0-33399-739-5
- A social history of France, 1789-1914 (2004). Palgrave McMillan, ISBN 0-33399-751-4
- The French Revolution, 1789-1799 (2002). Oxford University Press, ISBN 0-19924-414-6. Hay edición en español.[1]
- The French Revolution and Napoleon : a sourcebook (2002 ; director, con Philip G. Dwyer). Routledge, ISBN 0-41519-907-7
- Pansy : a life of Roy Douglas Wright (1999). Melbourne University Press, ISBN 0-52284-626-2
- Revolution and environment in Southern France, 1780-1830 : peasants, lords, and murder in the Corbieres (1999). Oxford University Press, ISBN 0-19820-717-4
- A social history of France 1780-1880 (1992). Routledge, ISBN 0-41501-615-0
- The politics of rural life : political mobilization in the French countryside, 1846-1852 (1992). Oxford University Press, ISBN 0-19820-225-3
- The French revolution in a Mediterranean community : Collioure 1780-1815 (1999). Département d'histoire, Université de Melbourne, ISBN 0-86839-876-4